# Voigtsdahlum

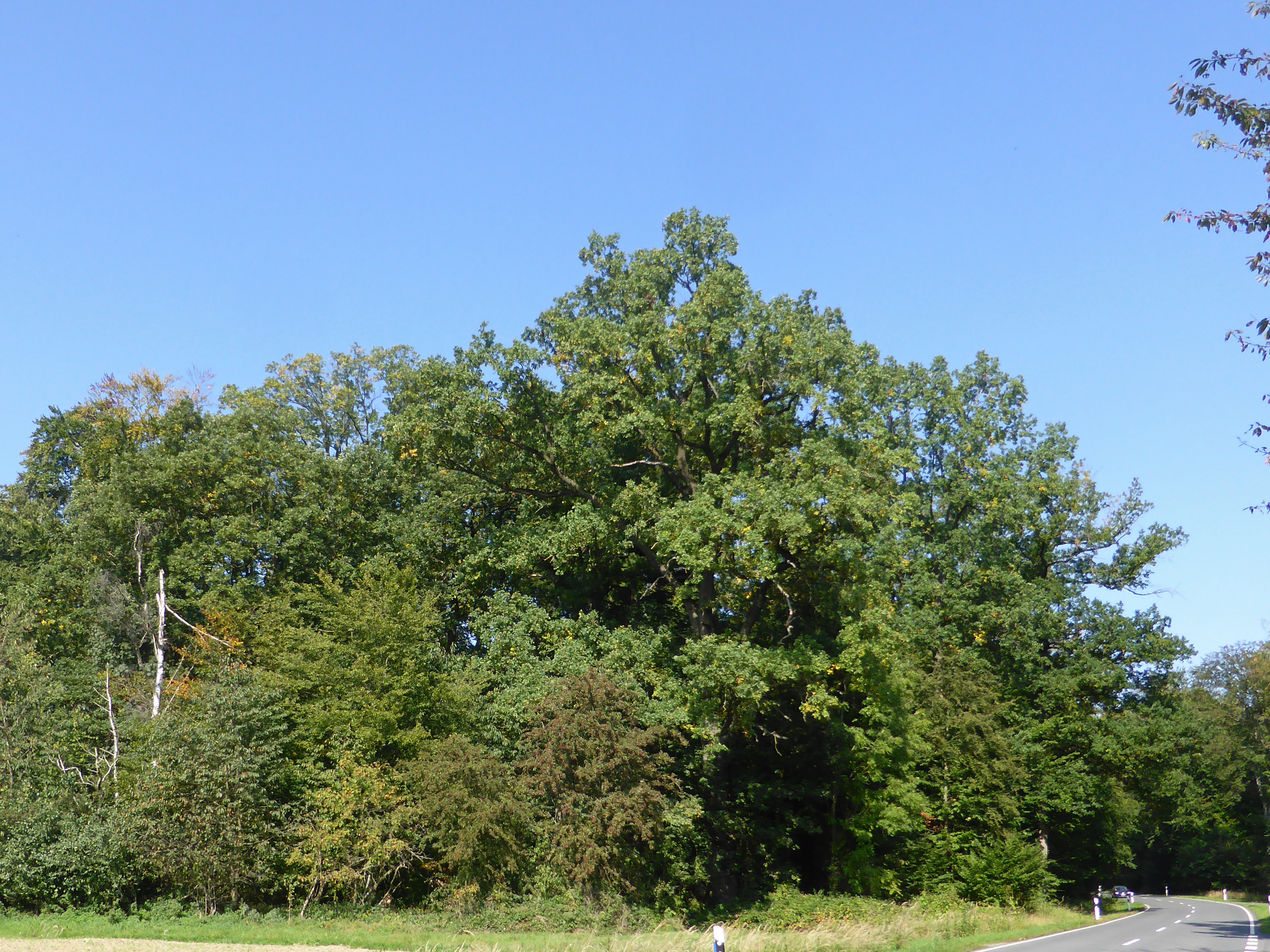
Wald im gemeindefreien Gebiet Voigtsdahlum

Voigtsdahlum ist eines von drei gemeindefreien Gebieten im Landkreis Wolfenbüttel, Niedersachsen.
Es hat eine Gesamtfläche von 5,77 km², welche durch zwei schmale Streifen der Gemeinde Dahlum in drei etwa gleich große Einzelflächen zerteilt wird.
Darüber hinaus bestehen Grenzen zur Gemeinde Schöppenstedt und zum gemeindefreien Gebiet Barnstorf-Warle (im Westen) im gleichen Landkreis sowie zum gemeindefreien Gebiet Brunsleberfeld und zur Gemeinde Räbke (im Norden) sowie zum gemeindefreien Gebiet Schöningen (im Osten) im Landkreis Helmstedt.
Das gemeindefreie Gebiet ist unbewohnt. Aus statistischen Gründen führt es jedoch den Amtlichen Gemeindeschlüssel 03 1 58 503.
Historisch war Voigtsdahlum der Name des Amtes Voigtsdahlum innerhalb der Verwaltungsstruktur des Fürstentums Braunschweig-Wolfenbüttel, das das gesamte heute Dahlum genannte Gebiet umfasste.